# Colletotrichum trifolii
Colletotrichum trifolii är en svampart som beskrevs av Bain 1906. Colletotrichum trifolii ingår i släktet Colletotrichum och familjen Glomerellaceae.   Inga underarter finns listade i Catalogue of Life.